# Olli Saarela

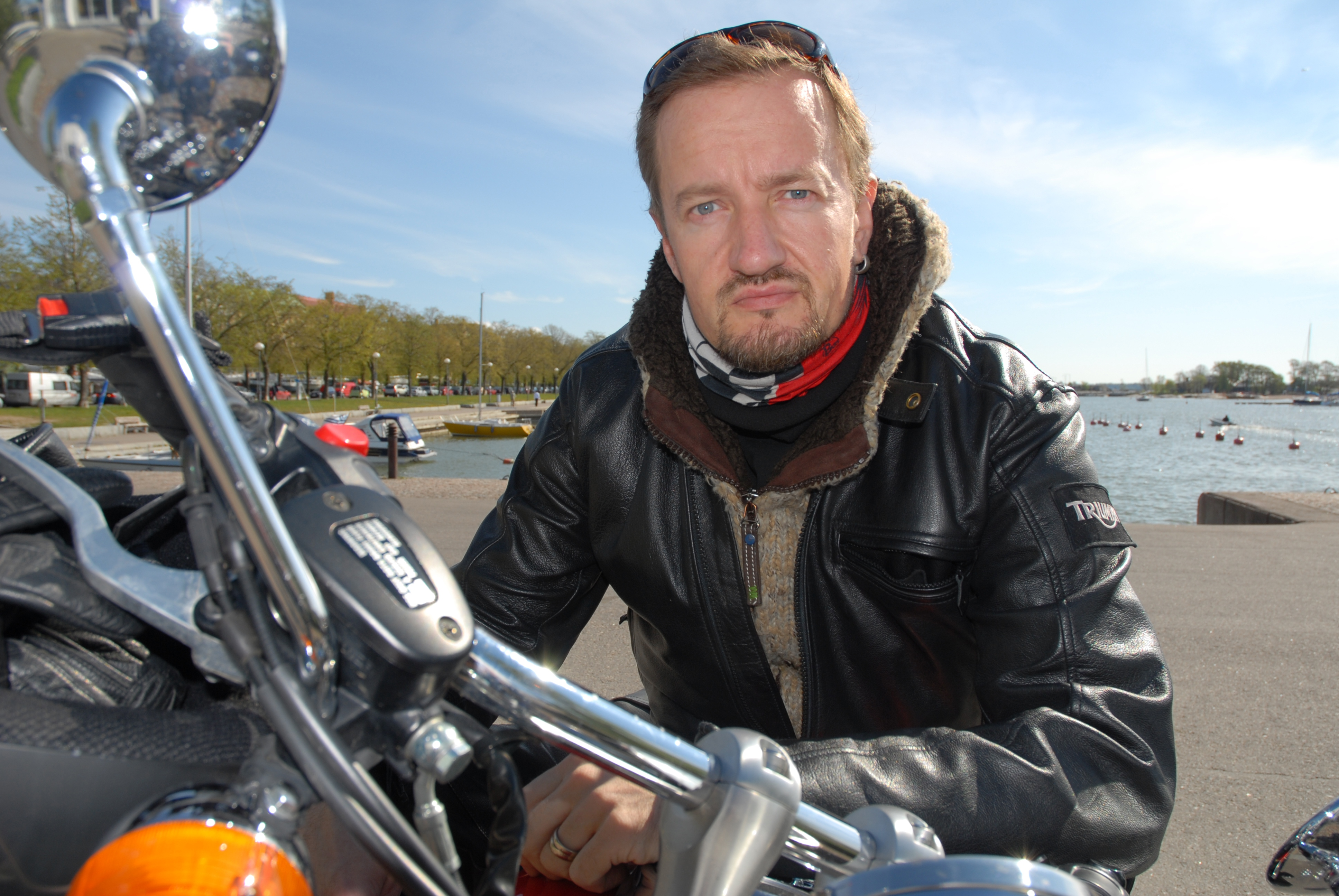
Olli Saarela (2008)

Olli Juhani Saarela (* 11. März 1965 in Helsinki) ist ein finnischer Filmregisseur und Drehbuchautor.

## Leben
Olli Saarela arbeitete als Feuerwehrmann, bevor er ein Filmstudium an der Aalto-Universität abschloss. Später unterrichtete er dort als Hochschullehrer für Regie. 
Nach mehreren Kurzfilmen debütierte Saarela 1997 mit seinem Historiendrama Die Erlösung als Regisseur für einen Langspielfilm. Der Film erzählt die Geschichte eines Priesters während der Zeit des Finnischen Bürgerkrieges. Der Abschlussfilm seines Studiums wurde mit dem Budget eines Kurzfilms gedreht, erhielt in Helsinki eine kurze Kinoaufführung, wobei er von dort von 3.000 Zuschauern gesehen wurde. Seine spätere Fernsehausstrahlung wurde mit 741.000 Zuschauern ein größerer Erfolg. Mit sieben Auszeichnungen bei sieben Nominierungen hatte der Film seinen größten Erfolg bei der Verleihung des nationalen Filmpreises Jussi. Saarela wurde für das Beste Drehbuch und die Beste Regie ausgezeichnet.
Sein zweiter Spielfilm wurde der 1999 veröffentlichte Kriegsfilm Ambush 1941 – Spähtrupp in die Hölle. Die nach einem Roman von Antti Tuuri erzählte Literaturverfilmung zeigt die Geschichte eines finnischen Aufklärungstrupps in Russland während des Winterkrieges. Auch dieser Film wurde ein Erfolg beim Publikum. Neben 430.000 Kinozuschauern wurde der Film von 1,279 Millionen Zuschauern bei der Fernsehpremiere gesehen. Bei der Verleihung des Jussis im Jahr 2000 war der Film erneut der große Gewinner. Von 10 Nominierungen wurden 7 Auszeichnungen gewonnen. Erneut wurde Saarela als Bester Regisseur ausgezeichnet.
Mit seinem dritten Film Bad Luck Love entfernte sich Saarela von der historischen Kriegsthematik und widmete sich mit der Geschichte über einen ehemaligen Kriminellen, der versucht sein Leben in die richtigen Bahnen zu lenken, einem modernen Drama zu. Bei den Jussis 2001 wurde der Film neun Mal nominiert und erhielt dabei vier Auszeichnungen. Saarela wurde erneut für die Beste Regie ausgezeichnet und schaffte somit das Kunststück, für seine ersten drei Filme jeweils als Bester Regisseur einen Jussi zu erhalten.
Saarela ist in Finnland über die Jahre mehrfach öffentlich kontrovers aufgetreten. So griff er während öffentlich 2006 den Politiker Eero Heinäluoma verbal an, als sich dieser in einer Haushaltsparlamentssitzung seiner Meinung respektlos gegenüber seiner Frau verhielt. Im Oktober 2015 wurde er zu einer fünfmonatigen Bewährungsstrafe verurteilt, nachdem er sich zuvor der Staatsgewalt widersetzte. Im Juni 2023 wurde er zu einer 30-tägigen Geldstrafe verurteilt, nachdem er beim Fahren ohne Führerschein erwischt wurde.
Saarela war von 2006 bis 2008 mit der damaligen finnischen Kultusministerin Tanja Karpela verheiratet. Von 2009 bis 2012 war er mit der Schauspielerin Jenni Banerjee liiert. Mit der Schauspielerin Jenny Rostain war er von 2013 bis 2016 liiert. Seit 2020 ist er mit Riitta Sinkkonen verheiratet.

## Filmografie (Auswahl)
- 1997: Die Erlösung (Lunastus)
- 1999: Ambush 1941 – Spähtrupp in die Hölle (Rukajärven tie)
- 2000: Bad Luck Love
- 2001: Rölli und die Elfen (Rölli ja metsänhenki)
- 2010: Priest of Evil (Harjunpää ja pahan pappi)